# Sneschanka (Höhle)
Sneschanka (bulgarisch Снежанка, deutsch „Schneewittchen“) ist eine Höhle, die sich in den Rhodopen befindet. Diese Höhle ist rund 5 km von der Stadt Peschtera im südlichen Bulgarien entfernt. In der neuen Zeit wurde diese Höhle im Jahr 1961 entdeckt. Eine der schönsten Höhlenformationen Bulgariens kann mit einer halben Stunde Fußmarsch erreicht werden. Diese Höhle ist verhältnismäßig klein. Sie ist nur 145 Meter lang mit einer konstanten Jahrestemperatur von 6 °C und wurde vom Novomahlenska-Fluss vor 3,5 Millionen Jahren geformt. Die Sneschanka-Höhle ist eines der 100 nationalen touristischen Objekte in Bulgarien.
Die Höhle ist reich an Stalaktiten, Stalagmiten und anderen Kalkgebilden. Sie beinhaltet mehrere hübsche Säle: den Eutersaal, den großen Saal, den Musiksaal die durch eine Metallbrücke verbunden sind. Im Schneewittchensaal steht ein gesinterter durch die Natur geformter Kristall der oft mit der Märchenfigur Schneewittchen in Verbindung gebracht wird. Nach diesem Kristall wurde die Höhle benannt.
In der Mitte der Höhle befinden sich kreisförmige Feuerstellen mit Tierknochen und Fundstücken, die sich auf die frühe Eisenzeit datieren lassen. Die Thraker verwendeten diese Höhle als Zufluchtsort vor ihren Feinden.
Sneschanka ist eines der 100 nationalen Touristenattraktionen des Bulgarischen Tourismusverbandes. Sie ist elektrifiziert und für den Tourismus geeignet.

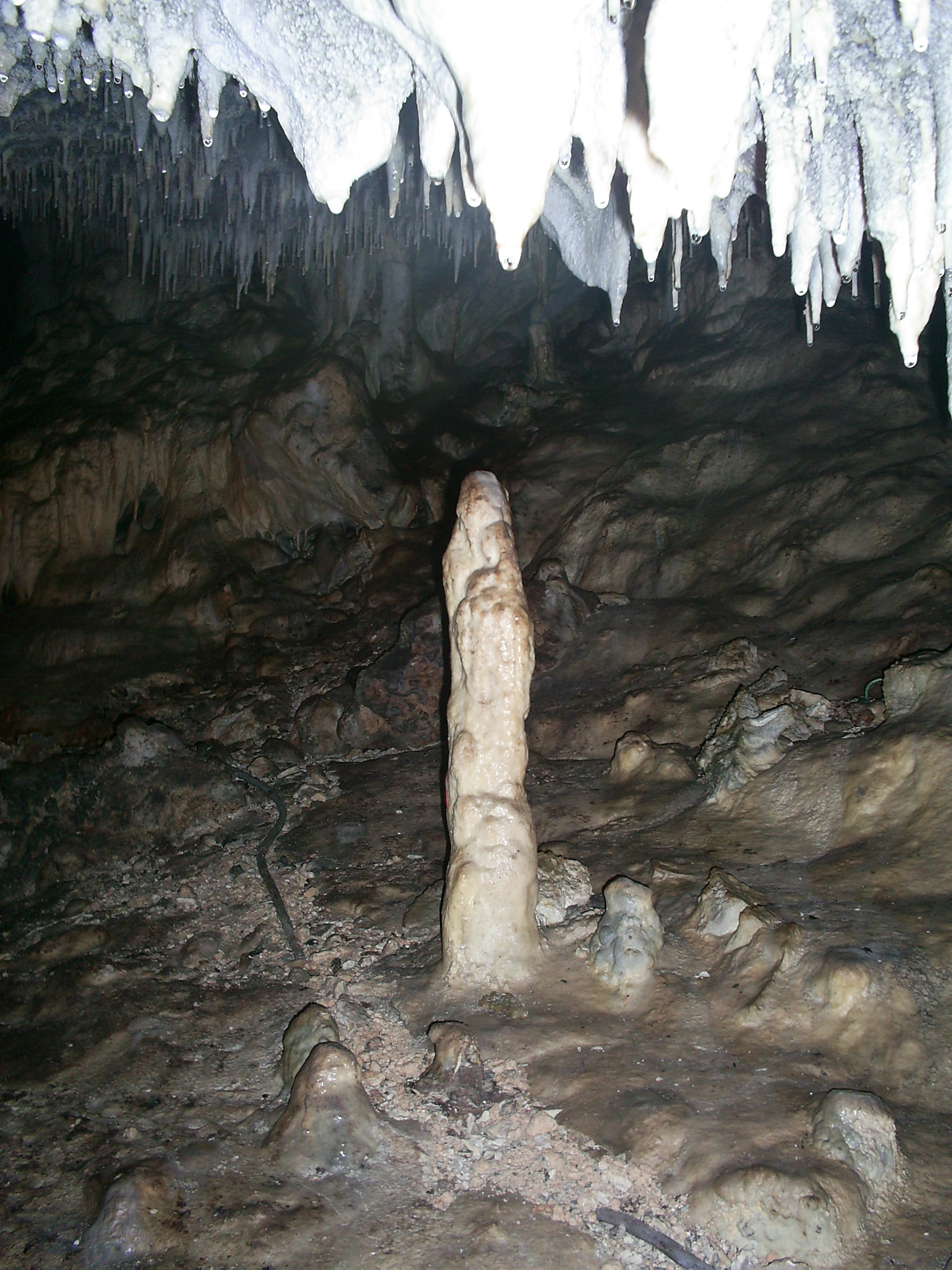
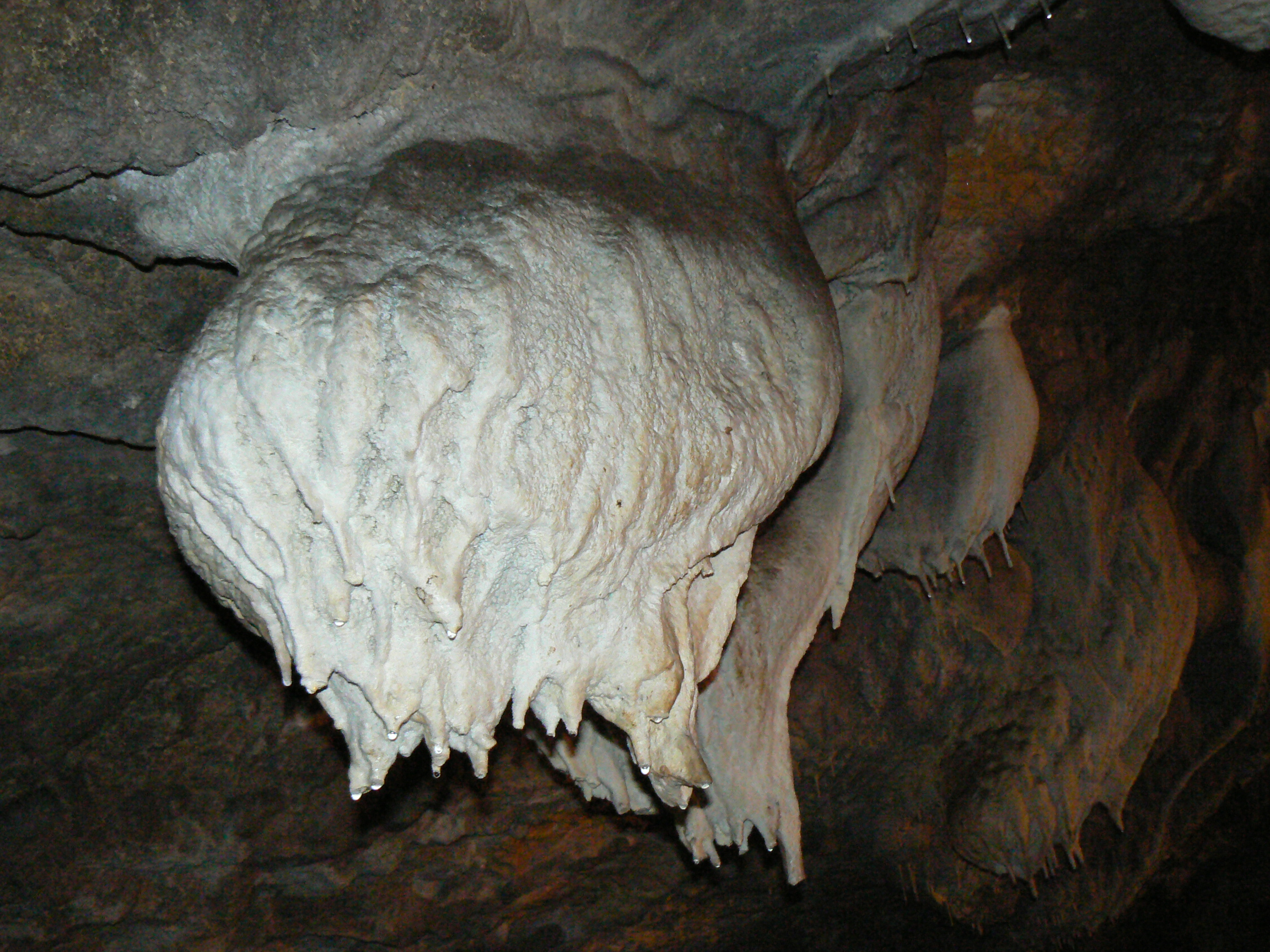
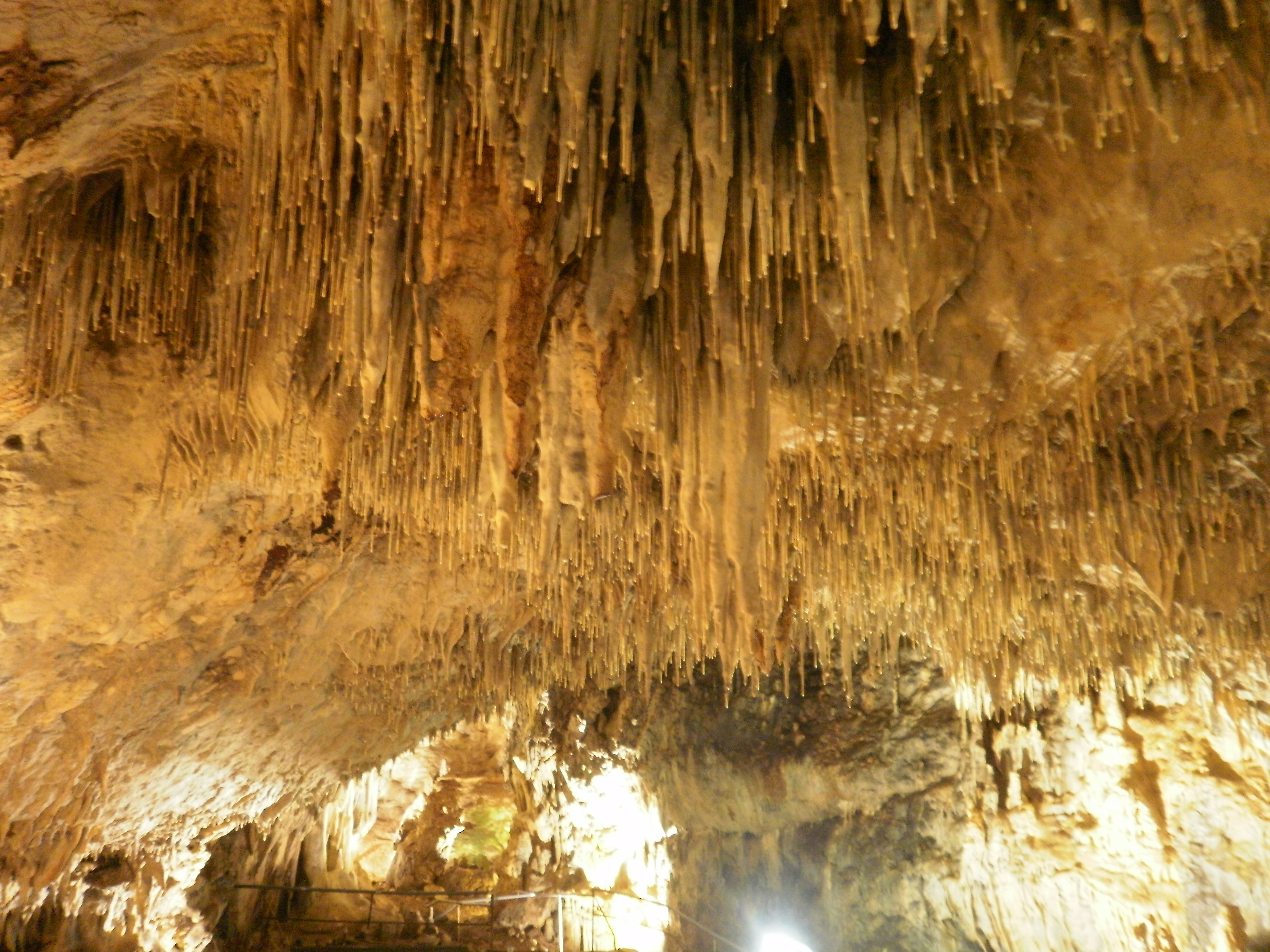
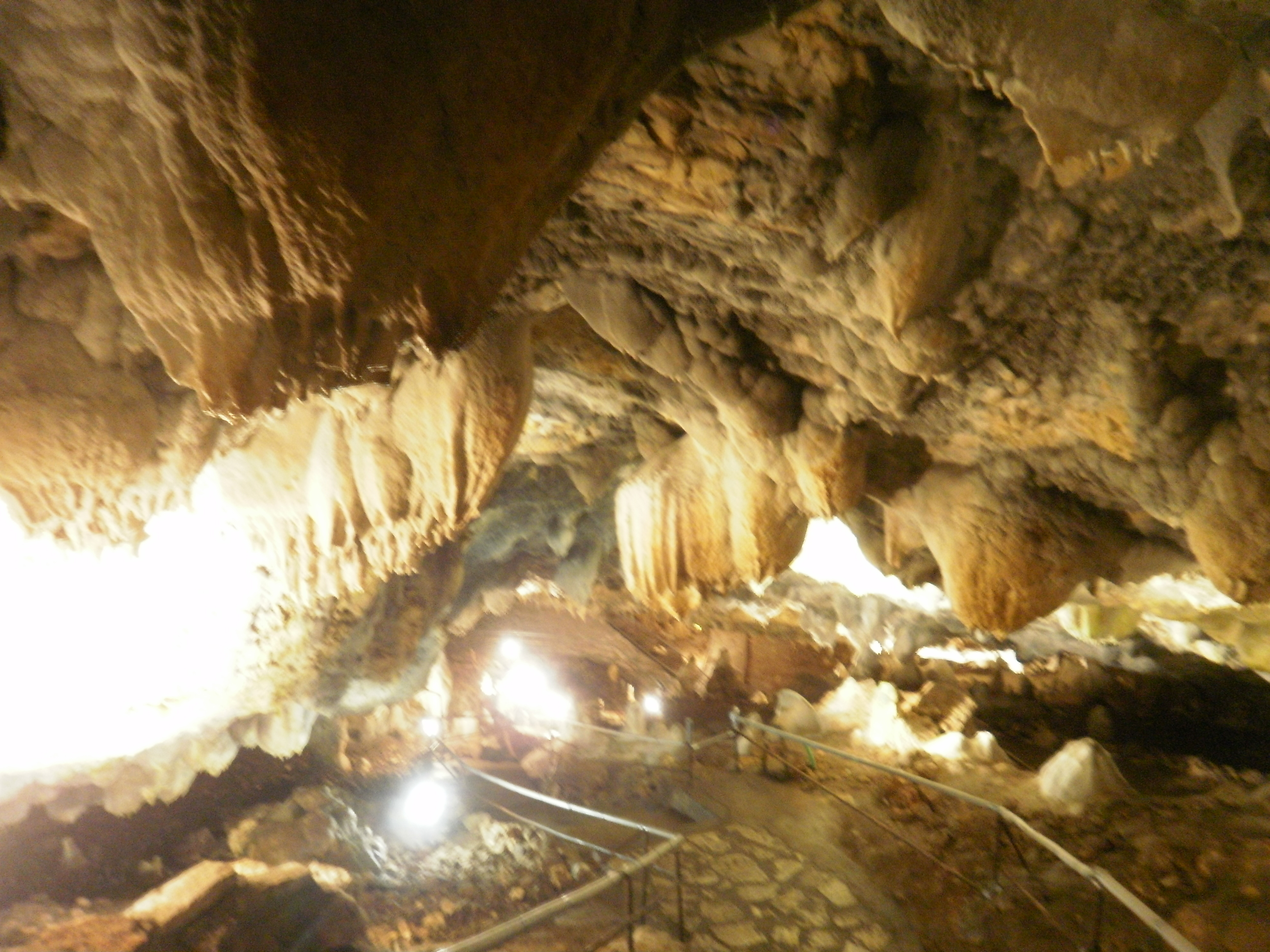
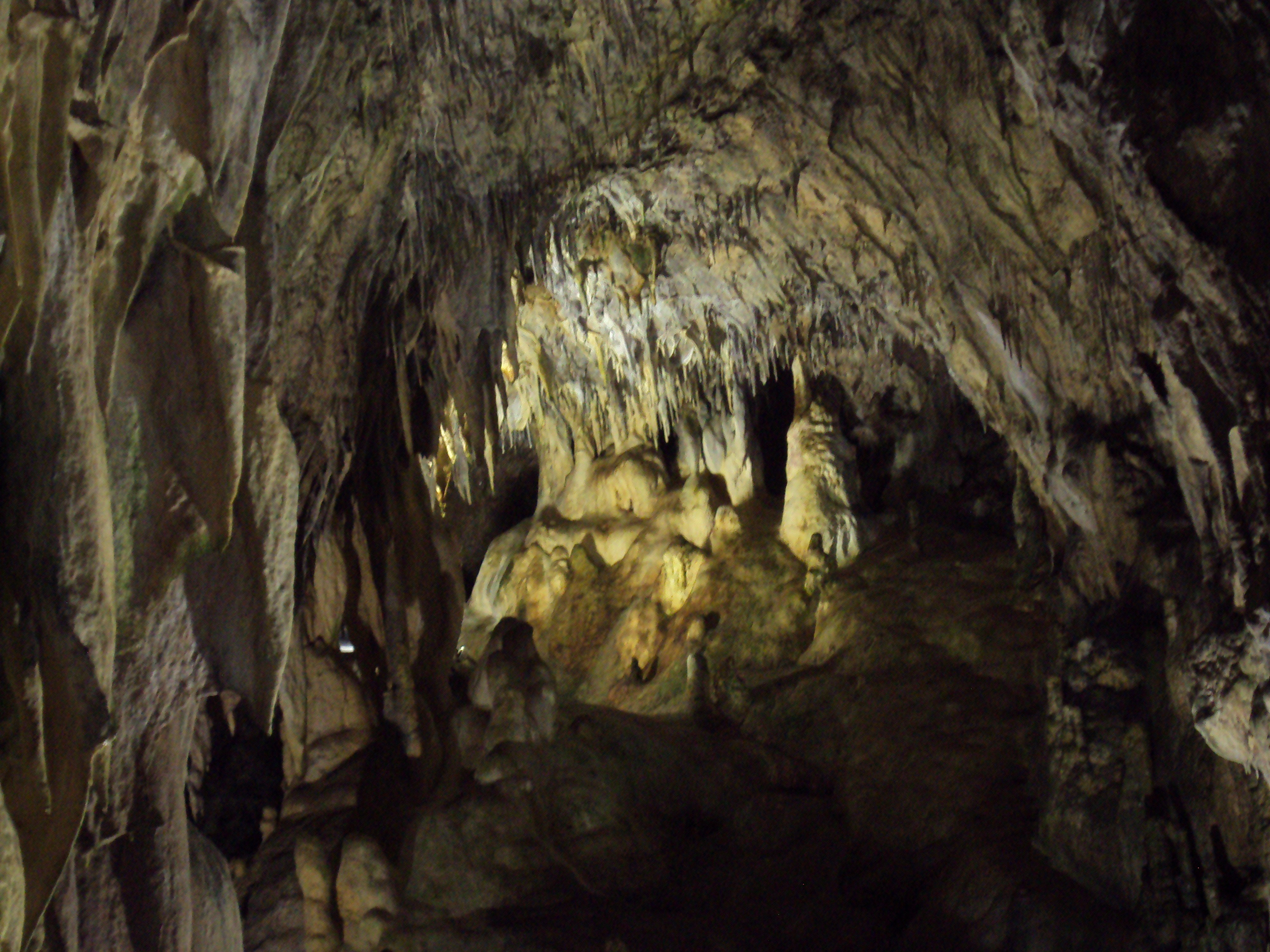
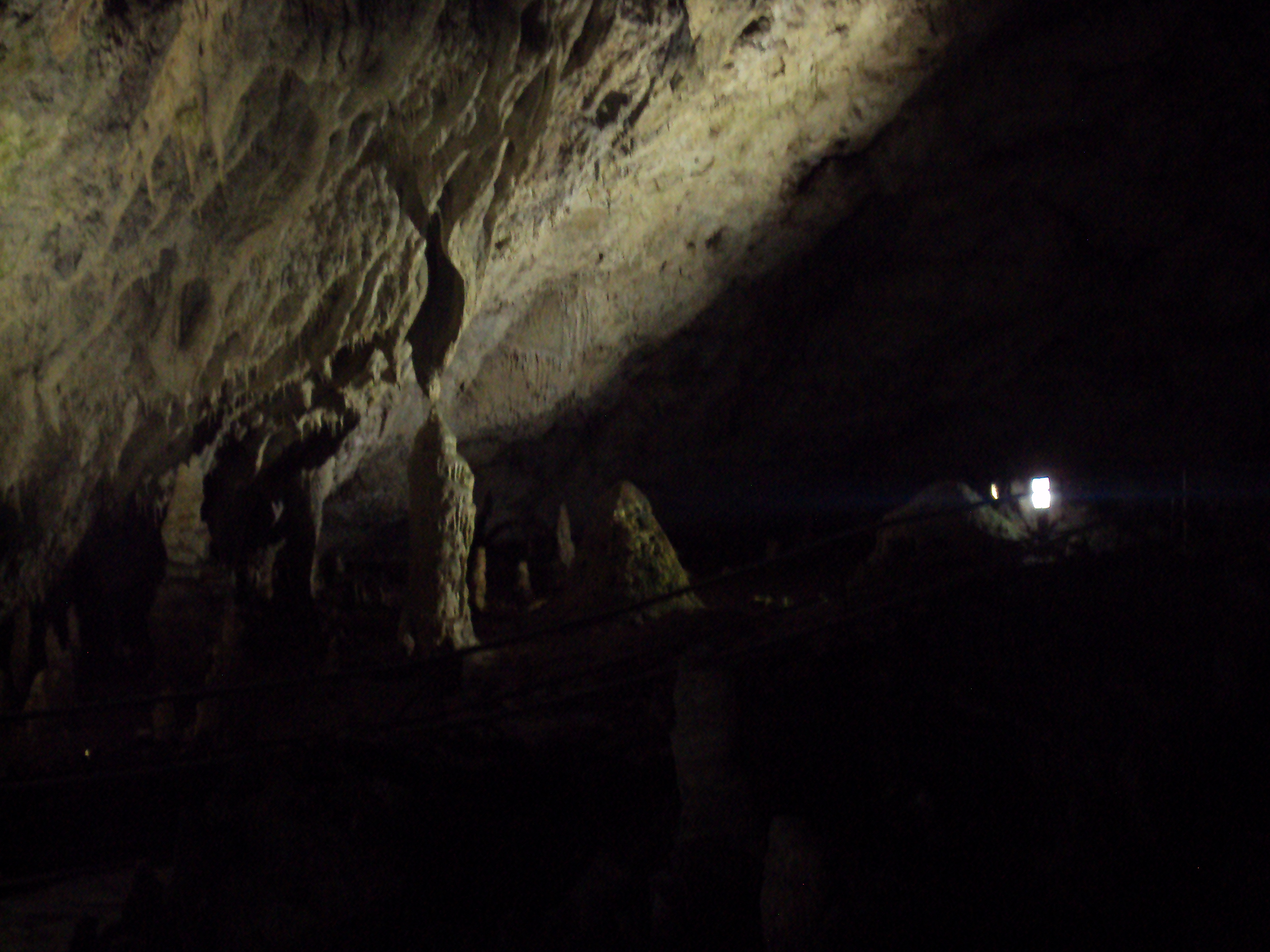
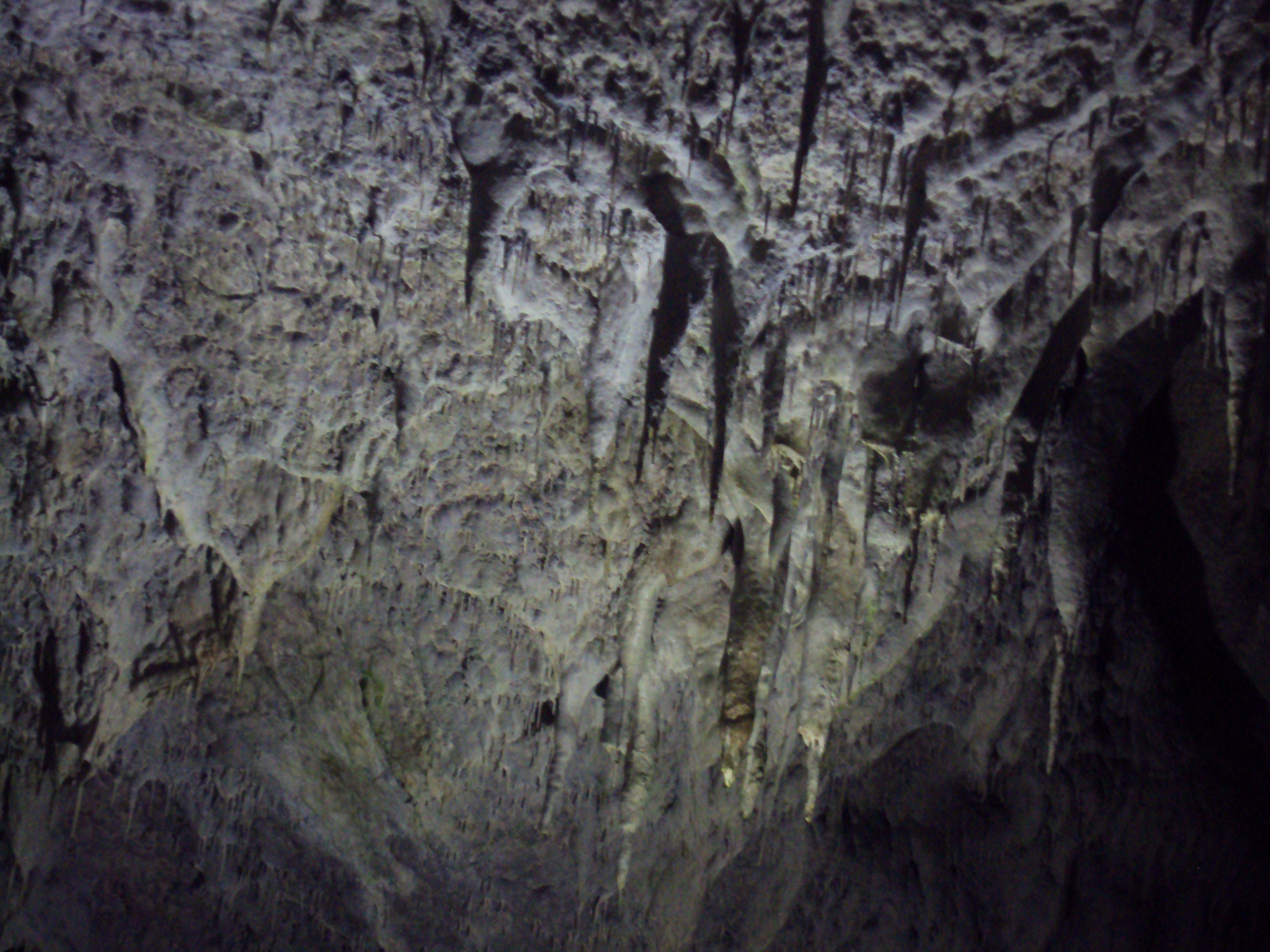
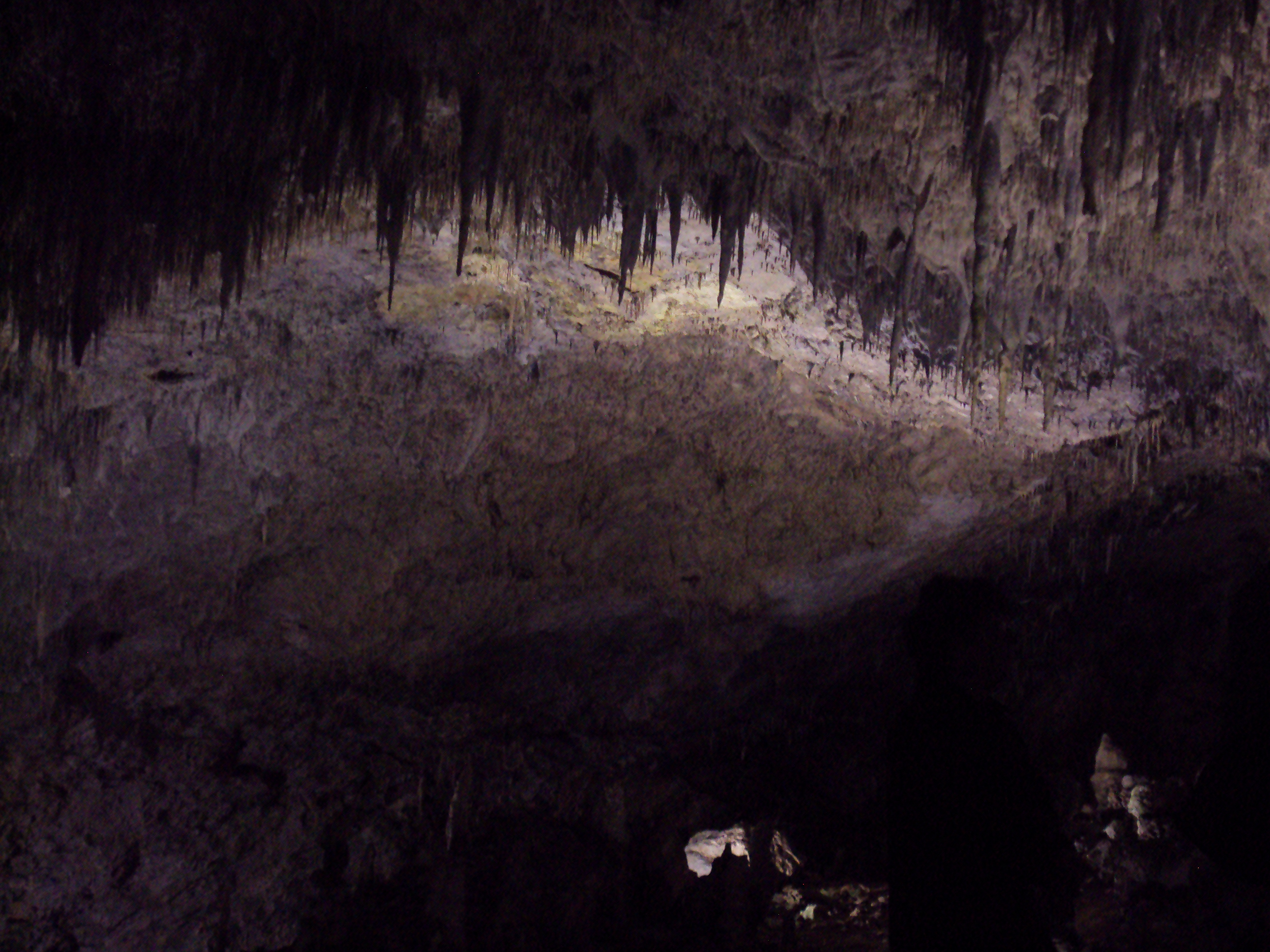
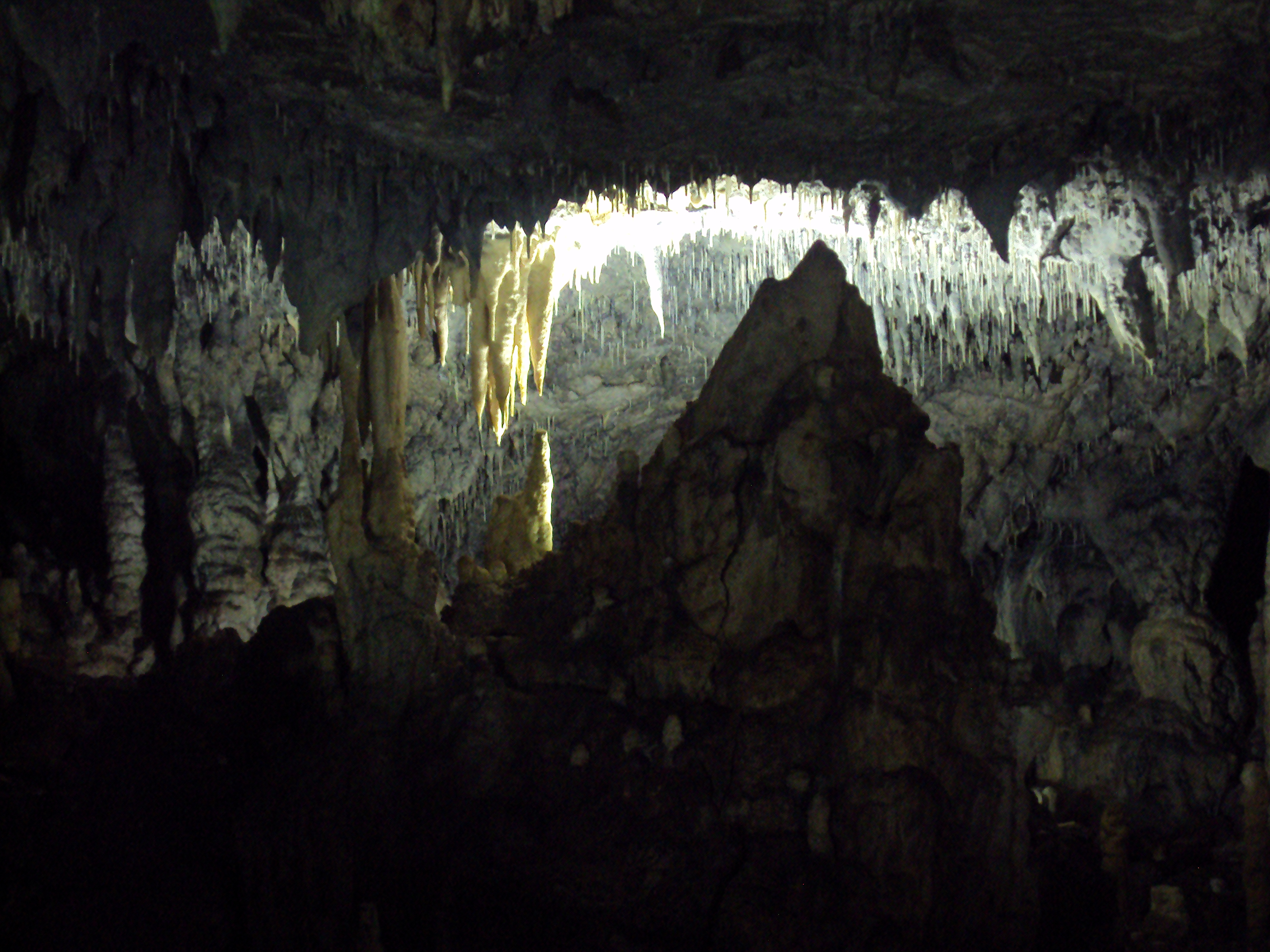
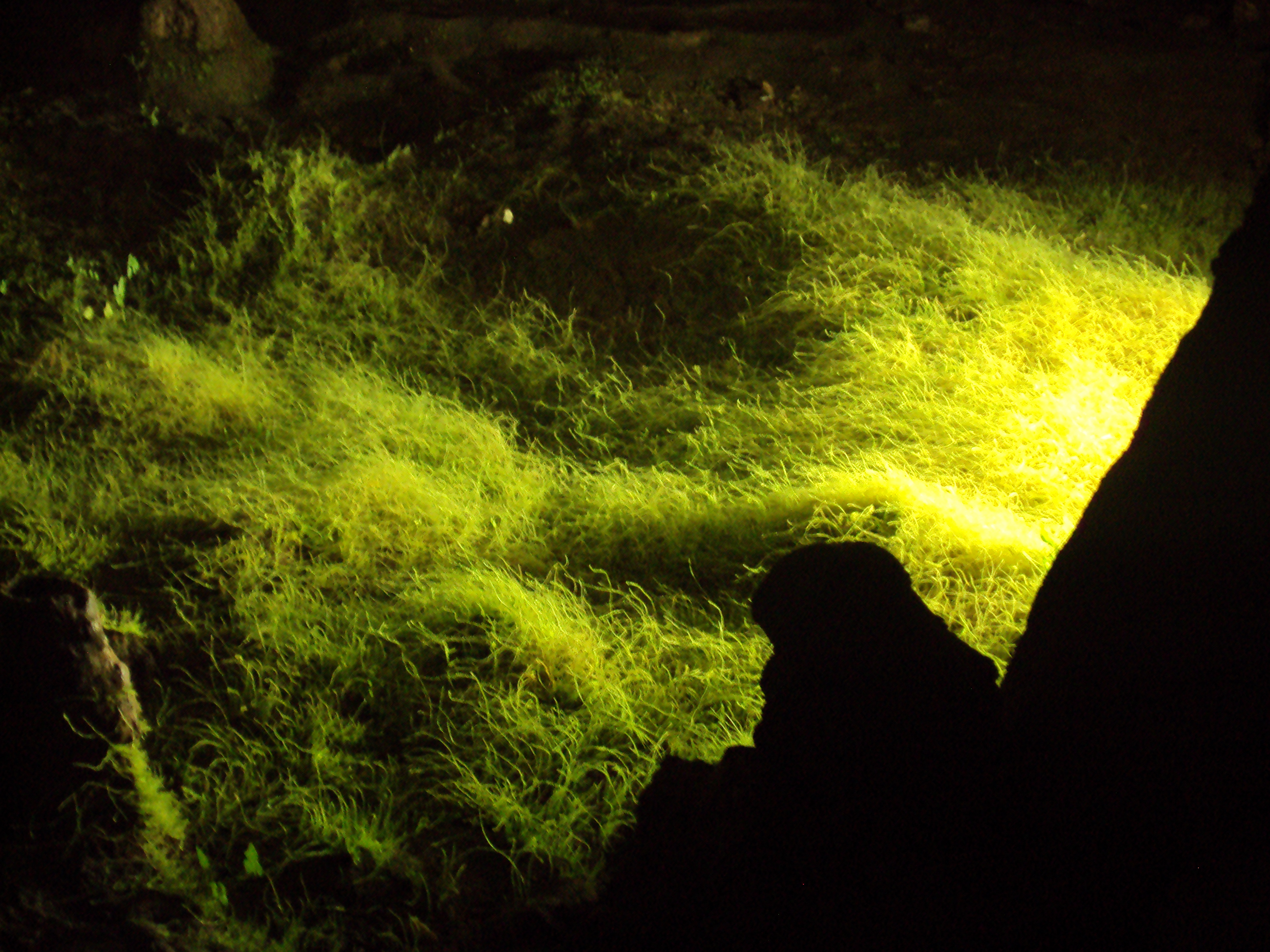
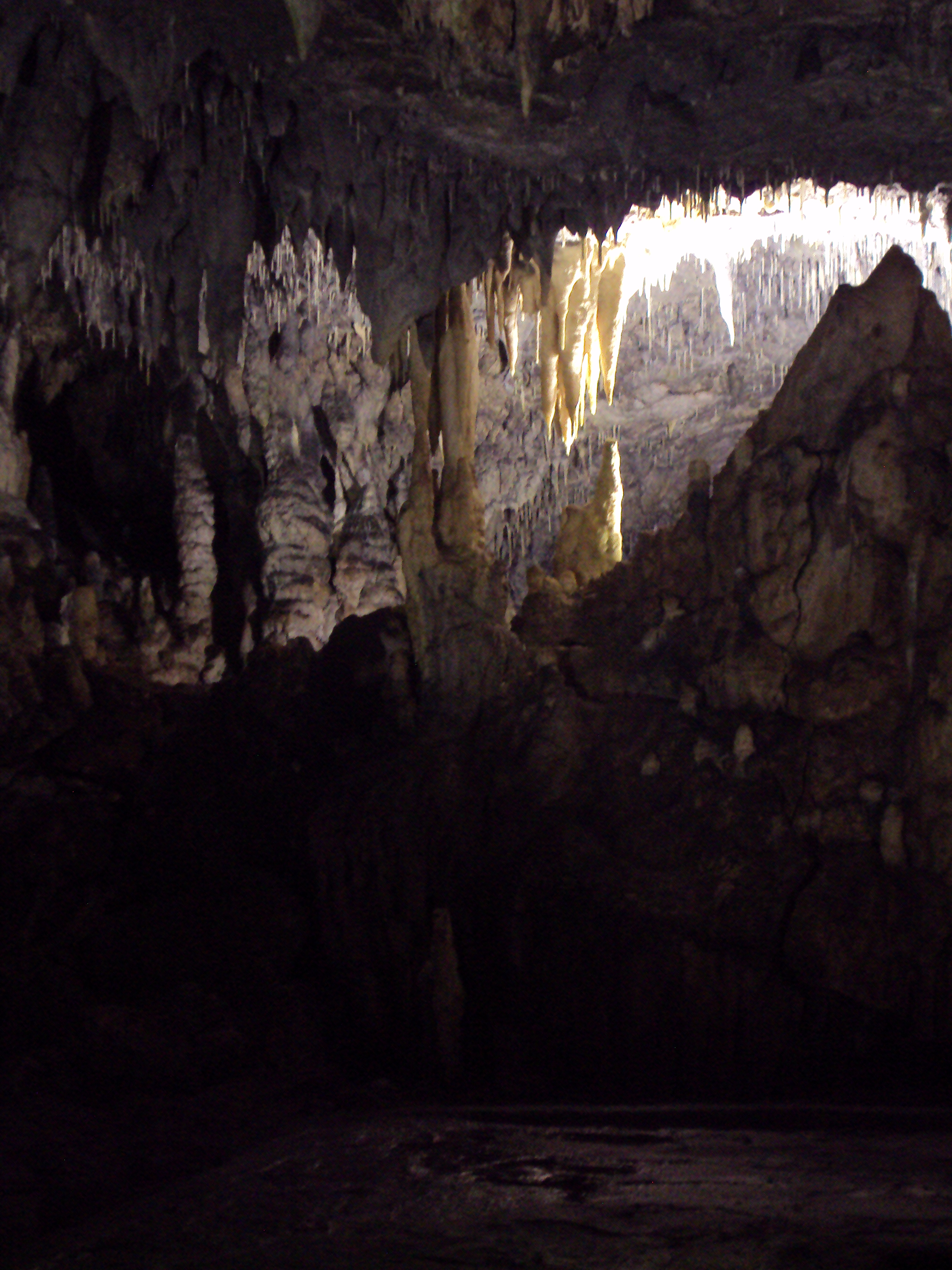
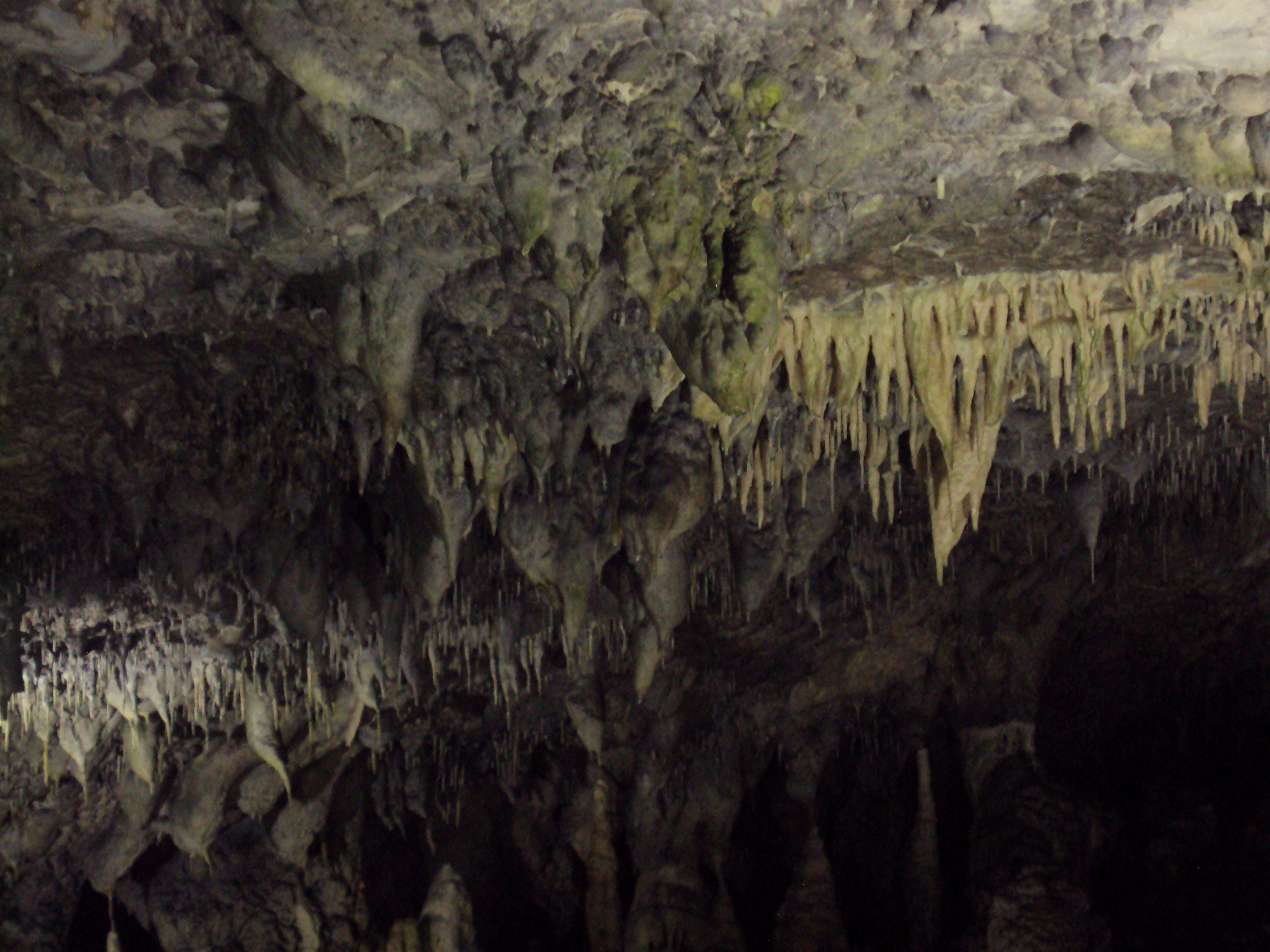
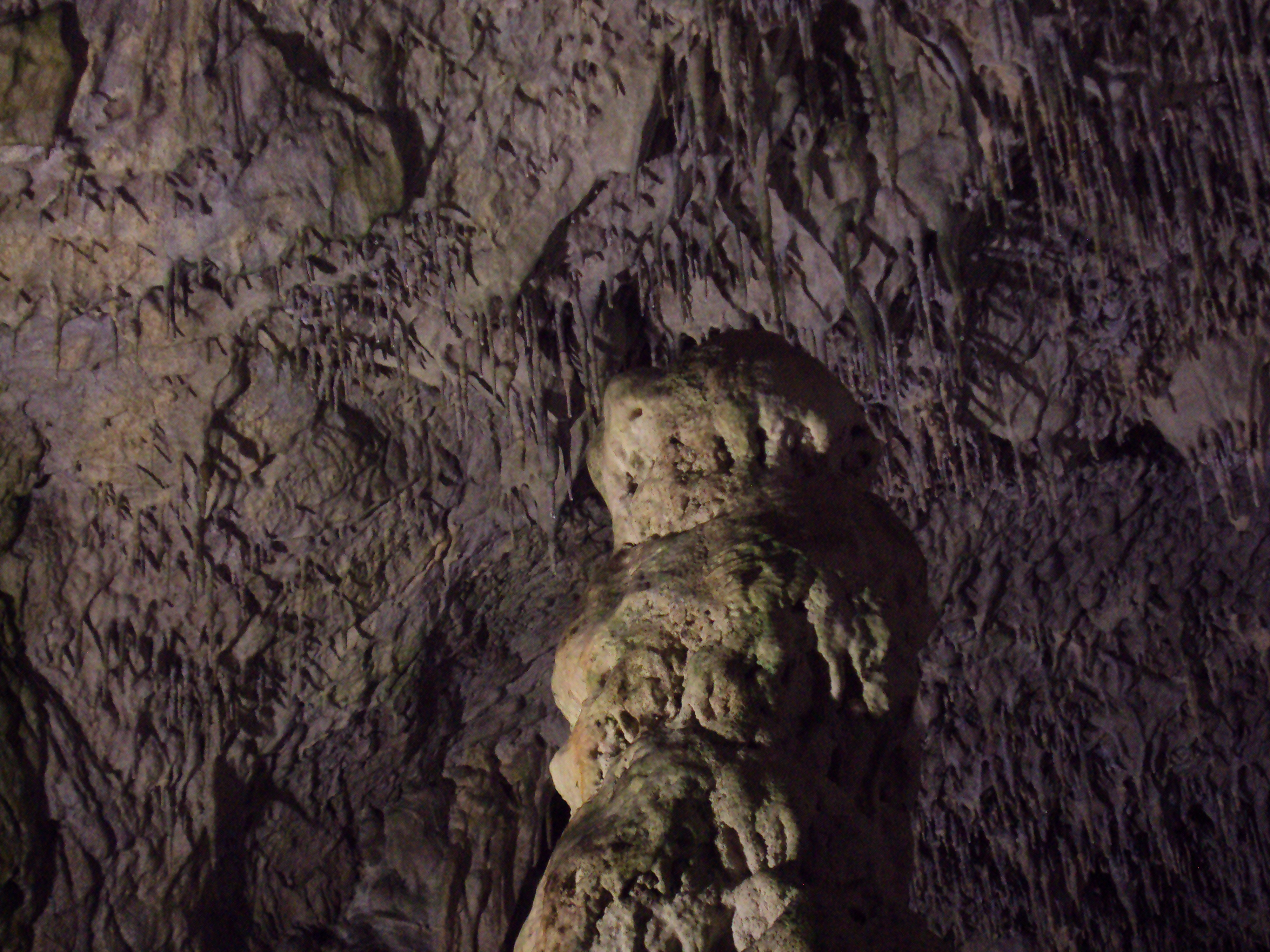
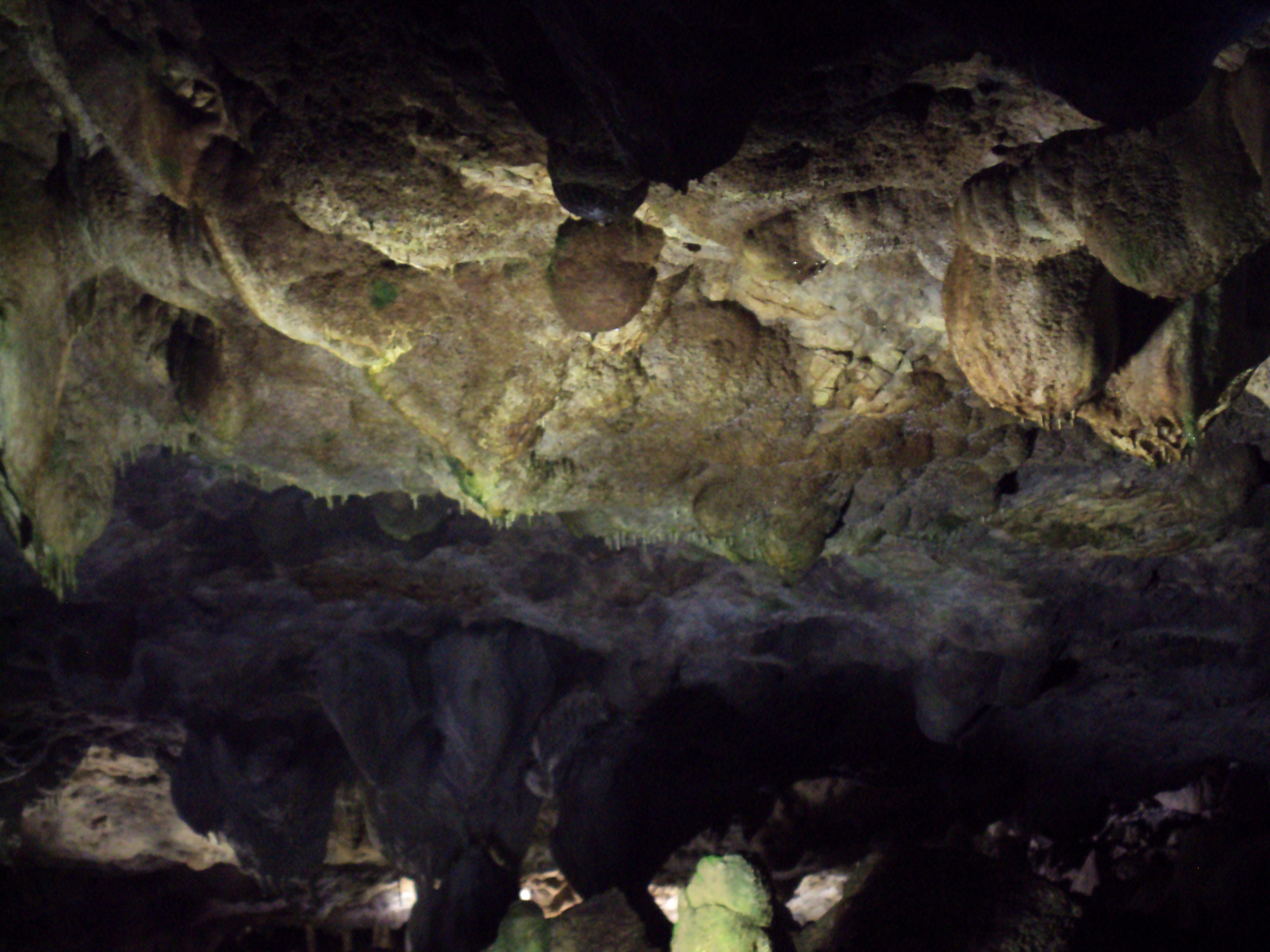
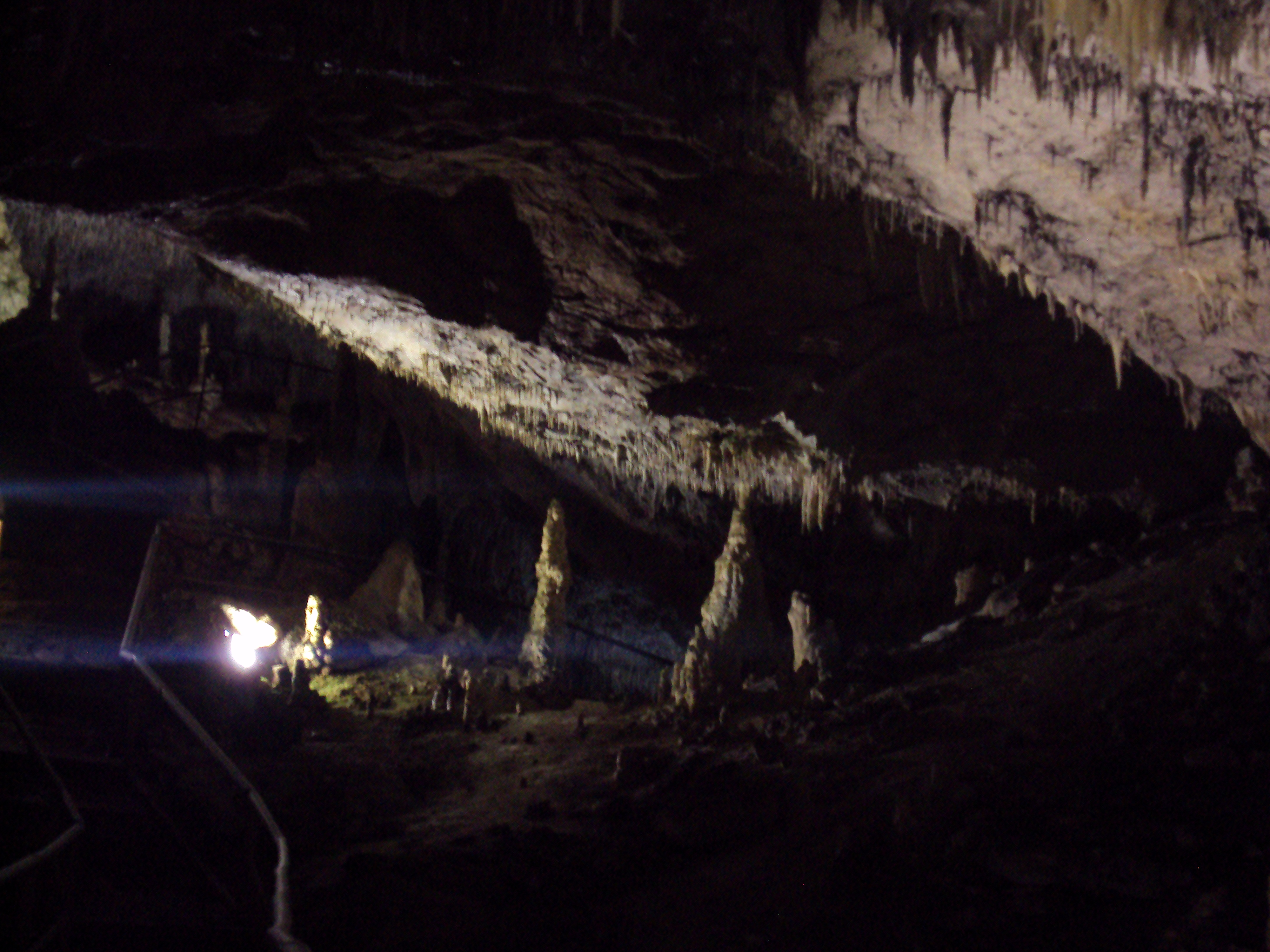
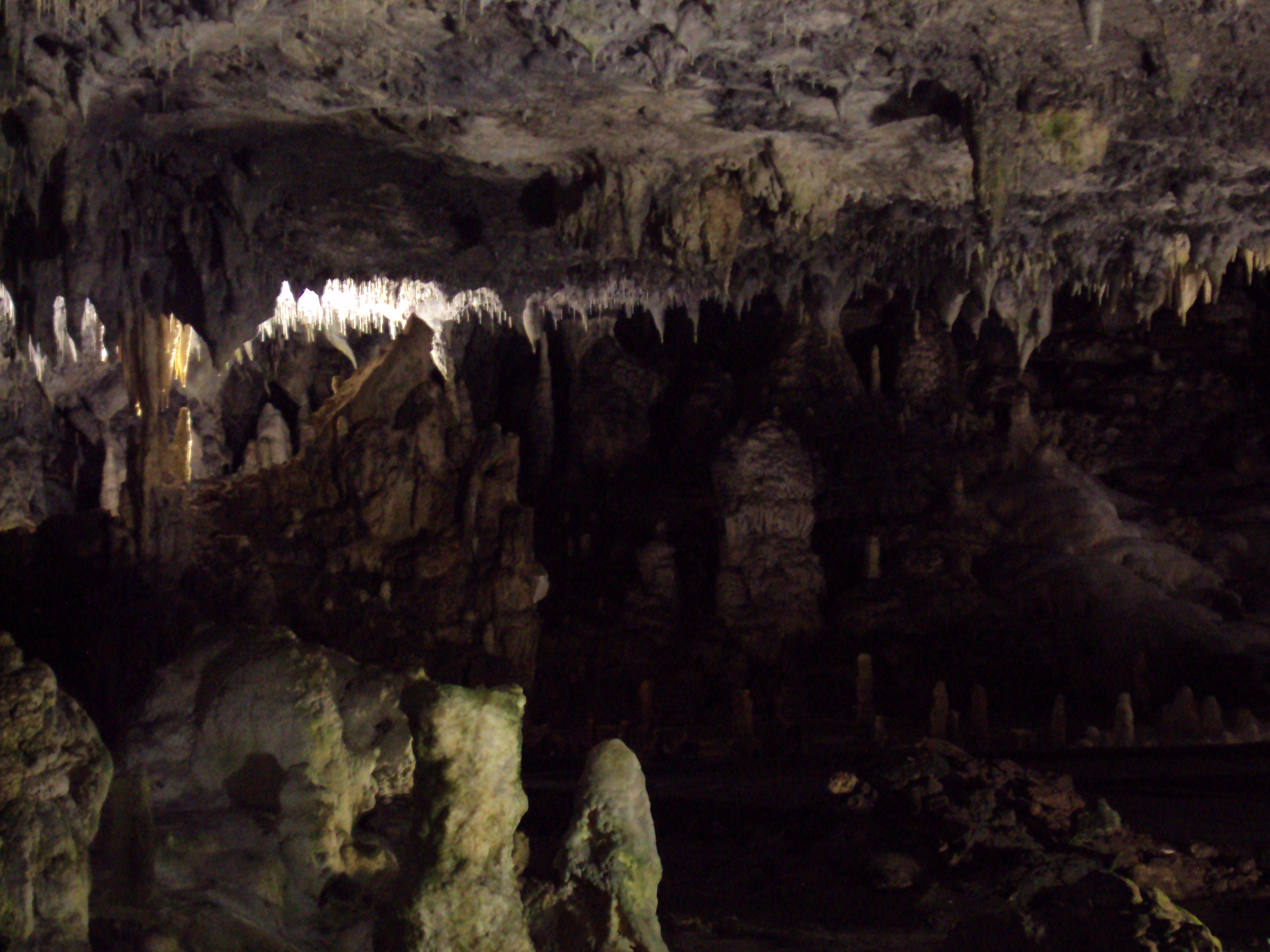
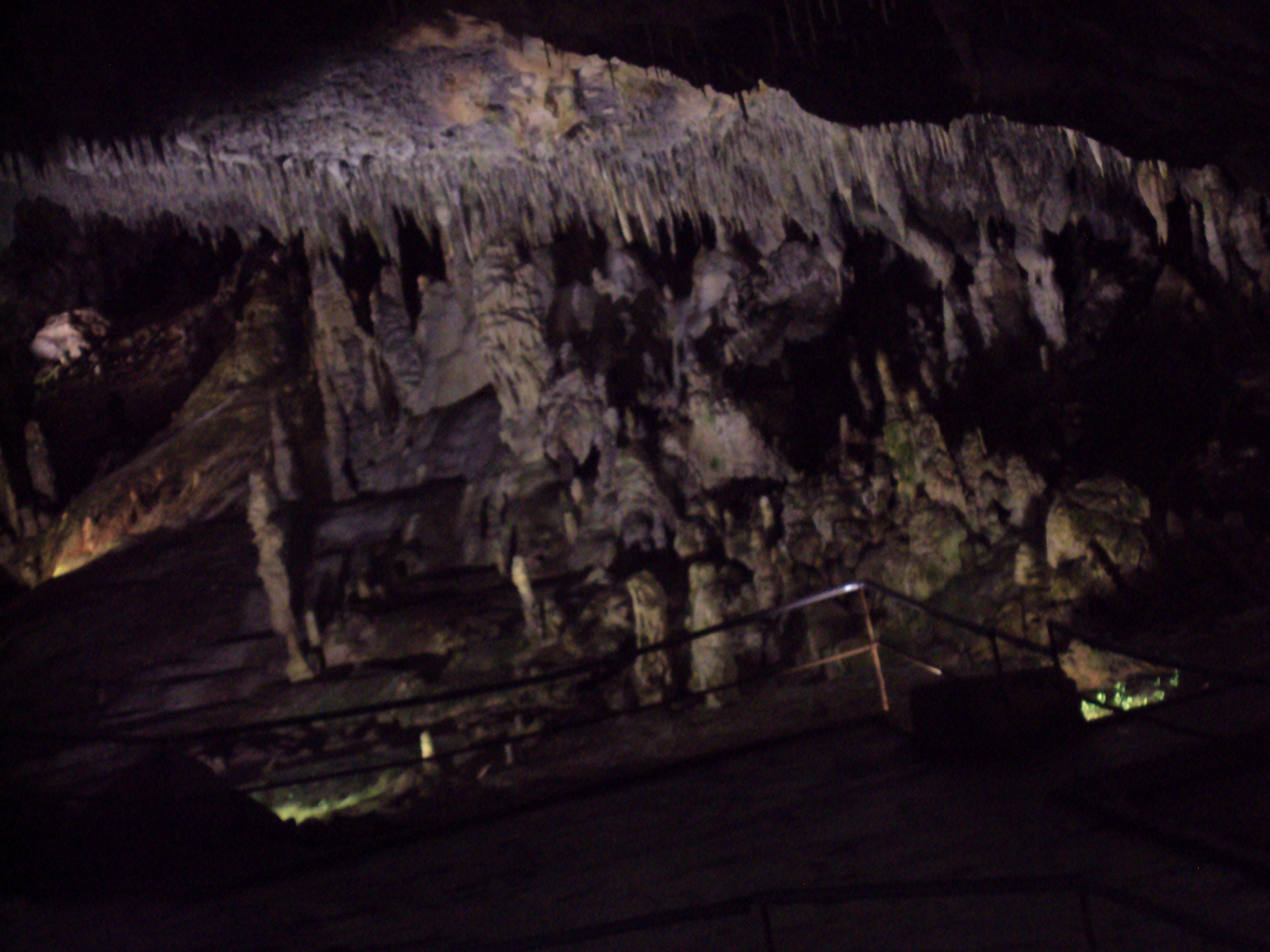
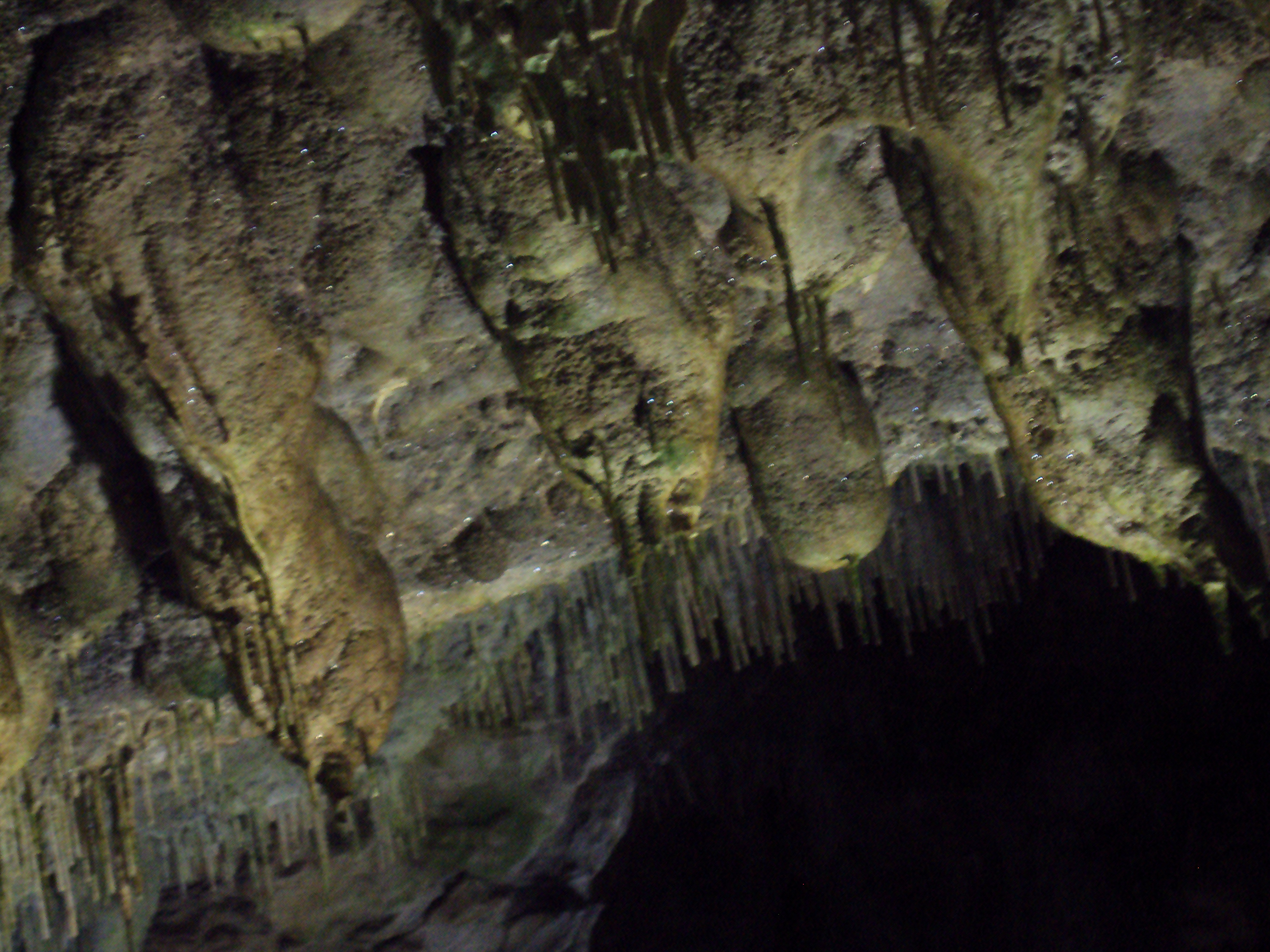